# Pseudogastromyzon
Pseudogastromyzon är ett släkte i familjen grönlingsfiskar (Balitoridae). Släktet omfattar 13 arter, varav en också har en underart. Fyra av arterna fördes tidigare till släktet Gastromyzon.

## Utbredningsområde
Alla arterna lever endemiskt i antingen Vietnam eller Kina, varav en i Hongkong.

## Lista över arter och underarter
- Pseudogastromyzon buas (Mai, 1978)
- Pseudogastromyzon changtingensis changtingensis Liang, 1942
  - Pseudogastromyzon changtingensis tungpeiensis Chen & Liang, 1949
- Pseudogastromyzon cheni Liang, 1942
- Pseudogastromyzon daon (Mai, 1978)
- Pseudogastromyzon elongatus (Mai, 1978)
- Pseudogastromyzon fangi (Nichols, 1931)
- Pseudogastromyzon fasciatus (Sauvage, 1878)
- Pseudogastromyzon laticeps Chen & Zheng, 1980
- Pseudogastromyzon lianjiangensis Zheng, 1981
- Pseudogastromyzon loos (Mai, 1978)
- Pseudogastromyzon meihuashanensis Li, 1998
- Pseudogastromyzon myersi Herre, 1932
- Pseudogastromyzon peristictus Zheng & Li, 1986